# Tapeinosperma boulindaense
Tapeinosperma boulindaense är en viveväxtart som beskrevs av Maurice Schmid. Tapeinosperma boulindaense ingår i släktet Tapeinosperma och familjen viveväxter. Inga underarter finns listade i Catalogue of Life.